# Dąbie (Częstochowa)
Dąbie – osiedle w Częstochowie, część dzielnicy Zawodzie-Dąbie. Położone w otoczeniu Huty Częstochowa. W rejestrze TERYT występuje pod nazwą Dębie.
Słownik geograficzny Królestwa Polskiego z 1880 roku wymienia Dąbie jako pustkowie i młyn w gminie Huta Stara. W 1930 roku osada młyńska Dąbie została włączona do Częstochowy.
Na Dąbiu funkcjonuje rzymskokatolicka parafia NMP Wspomożycielki Wiernych.